# Bo Lindqvist
Bo Anders Lindqvist, känd som Bosse Lindqvist, född 29 maj 1951 i Stora Lundby församling i Älvsborgs län, är en svensk musiker och radioproducent.
Bo Lindqvist var tillsammans med Åke Andreasson med och lyfte fram den kristna rockmusiken genom programmet "Till glädje" som gick i Sveriges Radio P3 från mitten av 1970-talet till 1983. Många grupper och artister fick hjälp i sin karriär genom detta program, till exempel Per-Erik Hallin, Edin & Ådahl, Salt och Jerusalem. Under en period på 70-talet skrev han, tillsammans med Thomas Lindbjer, om musik i den radikala tidskriften Nytt Liv. 
Lindqvist har själv varit aktiv musiker, arrangör och producent under många år. Han var medlem i en av de första kristna rockgrupperna, TGC, tillsammans med bland andra Roland Utbult. Han var också medlem i bluesgruppen Vatten med Tomas Ernvik under två perioder. Han har producerat ett 40-tal skivor och medverkat som körsångare på ett flertal produktioner, exempelvis med Niklas Hjulström. 
Hans musik från tidigare år blev åter aktuell i slutet av 2021 då en låt med hans 70-talsgrupp "TILLSAMMANS" publicerades på en uppmärksammad samlingsskiva (Dubbel-LP, Vinyl) med namnet "Frälst." Där finns även en lång intervju med honom. Skivan har även släppts i USA och Japan. 
Han har också under sin tid som musiklärare gjort tre skivor tillsammans med sina elever. Julen 2008 släppte han sin första egna skiva BL som innehåller material som Lindqvist genom åren skrivit själv. Många kända musiker medverkar på den produktionen, bland andra gitarristerna Joel Sahlin och Per Hovensjö. Där finns också multiinstrumentalisten Sven Fridolfsson och basisten Kalle Lindqvist.
Han har även varit rektor för en högstadieskola, kulturskolechef i Lerums Kommun samt förvaltnings- och sektorschef, även det i Lerum.
Idag[när?] delar han sin tid mellan boendet i Lerum och sitt andra hem på Norra Cypern. Han driver också en blogg om livet där. http://cypernlindqvist.blogspot.com
Bo Lindqvist är sedan 1974 gift med Eva Dahlman (född 1952) och de har tre barn tillsammans.